# Den som beder han får, står det skrivet
Den som beder han får, står det skrivet är en psalm med text skriven 1922 av Rut Johansson och musik skriven 1917 av Russell DeKoven.

## Publicerad i
- Segertoner 1988 som nr 473 under rubriken "Att leva av tro - Bönen".[1]